# Hibbing
Hibbing es una ciudad ubicada en el condado de St. Louis en el estado estadounidense de Minnesota. Está igualmente ubicada en el cinturón de colinas de hierro Mesabi al oeste del Lago Superior. En el Censo de 2010 tenía una población de 16361 habitantes y una densidad poblacional de 33,89 personas por km².

## Geografía
Hibbing se encuentra ubicada en las coordenadas 47°23′52″N 92°56′49″O / 47.39778, -92.94694. Según la Oficina del Censo de los Estados Unidos, Hibbing tiene una superficie total de 482.84 km², de la cual 470.93 km² corresponden a tierra firme y (2.47%) 11.9 km² es agua.

## Demografía
Según el censo de 2010, había 16361 personas residiendo en Hibbing. La densidad de población era de 33,89 hab./km². De los 16361 habitantes, Hibbing estaba compuesto por el 95.95% blancos, el 0.55% eran afroamericanos, el 0.94% eran amerindios, el 0.44% eran asiáticos, el 0.01% eran isleños del Pacífico, el 0.26% eran de otras razas y el 1.85% pertenecían a dos o más razas. Del total de la población el 1.09% eran hispanos o latinos de cualquier raza.

## Personas destacadas
- Bob Dylan, músico, cantautor y Premio Nobel de Literatura de 2016, pasó su infancia en esta localidad.